# Stockport (Ohio)
Stockport – wieś w Stanach Zjednoczonych, w stanie Ohio, w hrabstwie Morgan.